# Ѱ
Ѱ, ѱ (psi) é uma letra do antigo alfabeto cirílico, derivada da letra grega homônima (Ψ, ψ). Representa o som /ps/, como em "psicólogo", e era largamente usada em palavras de outras línguas.
O psi foi eliminado da ortografia russa junto com o ksi, o omega e o yus, na reforma da ortografia russa de 1708 (Pedro o Grande Grazhdanka), e também foi retirado de outras línguas seculares. Ela continua a ser usada na língua da Igreja Eslavônica.